# 杜达琴斯基农村居民点
杜达琴斯基农村居民点（俄语：Дудаченское сельское поселение）是俄罗斯联邦伏尔加格勒州弗罗洛沃区所属的一个农村居民点。其下辖有3个居民点，行政中心为杜达琴斯基。据2016年统计，该农村居民点的人口为546人。